# Sho Sato
Sho Sato (佐藤 祥 Sato Sho?, Chiba, 22 de julio de 1993) es un futbolista japonés que juega como centrocampista en el Tochigi S. C. de la J2 League.

## Trayectoria

### Clubes
| Club                      | País  | Año       |
| ------------------------- | ----- | --------- |
| JEF United Chiba          | Japón | 2011-2015 |
| J. League sub-22 (cedido) | Japón | 2014-2015 |
| Blaublitz Akita (cedido)  | Japón | 2015      |
| Mito HollyHock            | Japón | 2016-2018 |
| Thespakusatsu Gunma       | Japón | 2019      |
| Tochigi S. C.             | Japón | 2020-     |